# Voyagerprogrammet
För andra betydelser, se Voyager.

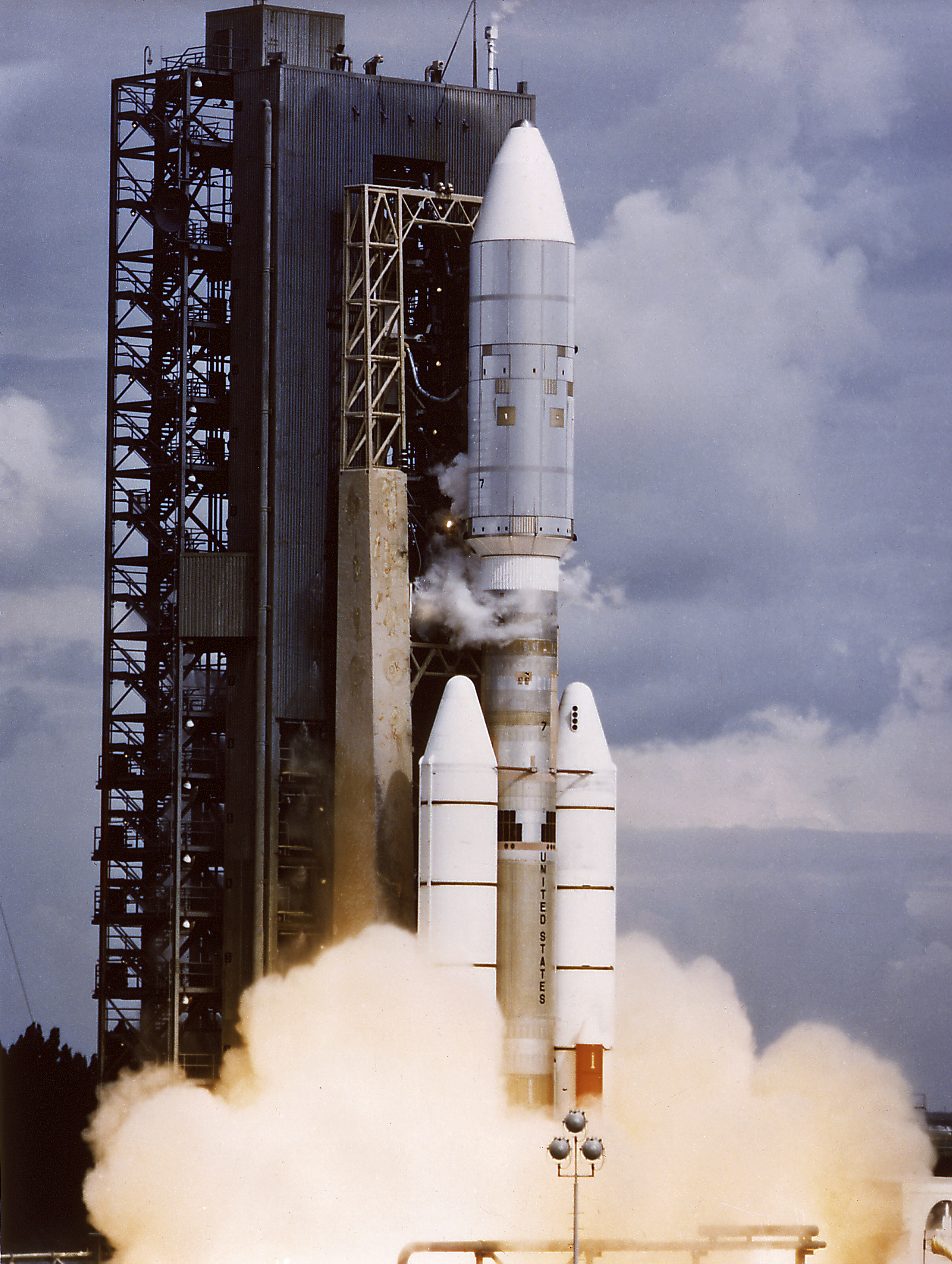
Uppskjutningen av Voyager 2

Voyagerprogrammet är ett program inom NASA som resulterade i två rymdfarkoster, Voyager 1 och Voyager 2 som sköts upp 5 september respektive 20 augusti 1977. Ursprungligen utgjorde de en del av Marinerprogrammet, men i mars 1977 döptes de om från Mariner 11 och 12, till Voyager 1 och 2.

## Syfte
Syftet med projektet var främst att undersöka Jupiter och Saturnus för att ge tillräckligt material för senare rymdsonder till planeterna, samt undersöka rymden mellan planeterna. För Voyager 2 kom det även att omfatta Uranus och Neptunus. När sonderna närmade sig planeter kunde även små frekvensskillnader i radiosignalen användas för att bekräfta Albert Einsteins speciella relativitetsteori.

## Bakgrund
Under mitten av 1960-talet kom astronomerna fram till att de yttre planeternas positioner framöver skulle göra det möjligt att skicka rymdsonder till flera av planeterna samtidigt och dessutom göra att mängden energi som krävdes skulle vara betydligt mindre än annars. 
Då det går cirka 175 år mellan varje gång samtliga de större planeterna befinner sig i samma riktning var det ett tillfälle de inte ville missa. 
Under 1968 började formella förberedelser göras genom att ett antal projekt för att utveckla behövlig teknik startade. 
Under 1970 började Outer Planets Missions Project planeras. Efter budgetproblem kunde det starta 1972 då döpt till Mariner Jupiter/Saturn 1977 

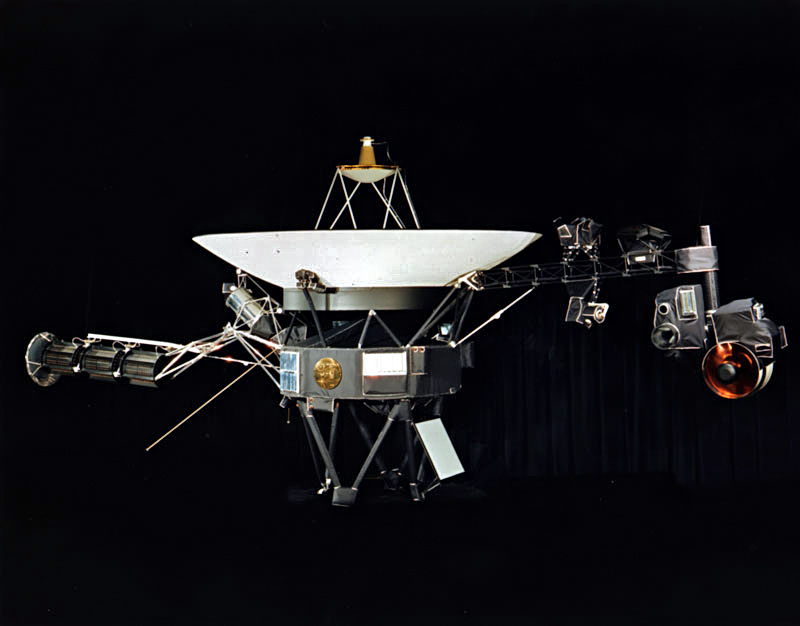
Voyager 1

Project. 

## Farkosterna
Voyager 1 sköts upp den 5 september 1977. På sin väg ut ur solsystemet passerade den Jupiter (1979) och Saturnus (1980).
Voyager 2 sköts upp den 20 augusti 1977. På sin väg ut ur solsystemet passerade den Jupiter (1979), Saturnus (1981), Uranus (1986) och Neptunus (1989).
I början av 2025 hade farkosterna ett avstånd av 25 respektive 21 miljarder kilometer från Jorden. Elektriska signaler behöver en tid av 19,5 respektive 23 timmar för sträckan. För att fortsätta med missionen avslutades några program som fanns i början. Så sparas energi från plutoniumbatterierna.